# Wahlen 1880
◄◄ | ◄ | 1876 | 1877 | 1878 | 1879 | Wahlen 1880 | 1881 | 1882 | 1883 | 1884 | ► | ►►

Weitere Ereignisse
Die Liste der Wahlen 1880 umfasst Parlamentswahlen, Präsidentschaftswahlen, Referenden und sonstige Abstimmungen auf nationaler und subnationaler Ebene, die im Jahr 1880 weltweit abgehalten wurden.
Das damalige Wahlrecht entsprach typischerweise nicht den Wahlrechtsgrundsätzen der direkten, geheimen und gleichen Wahl. Zeittypisch waren oft nur kleine Teile der Bevölkerung wahlberechtigt, ein Frauenwahlrecht war nicht gegeben.

## Termine
| Land                   | Datum             | Wahl 1880                                           | Letzte Wahl | Bemerkung                                         |
| ---------------------- | ----------------- | --------------------------------------------------- | ----------- | ------------------------------------------------- |
| Vereinigtes Königreich | 31. März–27. Apr. | Britische Unterhauswahl                             | 1874        |                                                   |
| Königreich Italien     | 16. und 23. Mai   | Parlamentswahl in Italien                           | 1876        |                                                   |
| Deutsches Reich        | Okt. und Nov.     | Landtagswahl in Lippe                               | 1876        |                                                   |
| Vereinigte Staaten     | 2. November       | Wahl zum Repräsentantenhaus der Vereinigten Staaten | 1878        | fünf Staaten wählten bereits vom 1. Juni–12. Okt. |
| Vereinigte Staaten     | 2. November       | Präsidentschaftswahl in den Vereinigten Staaten     | 1876        |                                                   |